# Jordan Wilimovsky
Jordan Wilimovsky (Malibu, 22 april 1994) is een Amerikaanse zwemmer. Hij vertegenwoordigde zijn vaderland op de Olympische Zomerspelen 2016 in Rio de Janeiro.

## Carrière
Bij zijn internationale debuut, op de wereldkampioenschappen openwaterzwemmen 2013 in Barcelona, eindigde Wilimovsky als veertiende op de 25 kilometer in het open water.
Op de Pan-Pacifische kampioenschappen zwemmen 2014 in Gold Coast eindigde de Amerikaan als zevende op de 1500 meter vrije slag en als zestiende op de 10 kilometer in het open water.
In Kazan nam Wilimovsky deel aan de wereldkampioenschappen openwaterzwemmen 2015. Op dit toernooi werd hij wereldkampioen op de 10 kilometer in het open water, tevens goed voor kwalificatie voor de Olympische Zomerspelen 2016 in Rio de Janeiro. Daarnaast eindigde hij samen met Sean Ryan en Ashley Twichell als vijfde in de landenwedstrijd.
Tijdens de Olympische Zomerspelen van 2016 in Rio de Janeiro eindigde de Amerikaan als vierde op de 1500 meter vrije slag en als vijfde op de 10 kilometer in het open water.

## Internationale toernooien
| Jaar | Olympische Spelen                   | WK langebaan                      | WK kortebaan  | PanPacs                              |
| ---- | ----------------------------------- | --------------------------------- | ------------- | ------------------------------------ |
| 2013 |                                     | 14e 25 kilometer                  |               |                                      |
| 2014 |                                     |                                   | geen deelname | 7e 1500m vrije slag 16e 10 kilometer |
| 2015 |                                     | 10 kilometer · 5e Landenwedstrijd |               |                                      |
| 2016 | 4e 1500m vrije slag 5e 10 kilometer |                                   | 6-11 december |                                      |

## Persoonlijke records
Bijgewerkt tot en met 3 juli 2016
Langebaan
| Afstand          | Tijd     | Datum           | Plaats         |
| ---------------- | -------- | --------------- | -------------- |
| 400m vrije slag  | 03.51,29 | 15 april 2016   | Mesa           |
| 800m vrije slag  | 07.49,98 | 6 augustus 2016 | Rio de Janeiro |
| 1500m vrije slag | 14.45,03 | 6 augustus 2016 | Rio de Janeiro |